# Martin Klingst
Martin Klingst (* 23. April 1955) ist ein deutscher Journalist und Buchautor.

## Leben

### Ausbildung
Martin Klingst studierte Jura in Freiburg, Genf und Hamburg. 1983 legte er sein Referendarexamen ab, verbrachte danach seine Referendarzeit in Hamburg und Berlin, war Assistent am Institut für Internationale Angelegenheiten der Universität Hamburg und hatte währenddessen Lehraufträge für Staats- und Verfassungsrecht. 1987 folgte das Assessorexamen.

### Beruflicher Werdegang
Seine journalistische Karriere begann Martin Klingst 1987 beim NDR und wechselte dann zum Deutschen Allgemeinen Sonntagsblatt, wo er bis 1992 blieb. Es folgten mehr als 25 Jahre bei der Wochenzeitung Die Zeit, unterbrochen durch ein anderthalbjähriges Intermezzo beim NDR-Info-Radio (1995–1996). Bei der Zeit leitete Klingst von 1999 bis 2007 das Politikressort. Im Herbst 2006 ging er für ein Semester als Bucerius-Fellow an das Center for European Studies der Universität Harvard. Anschließend war er bis 2014 Korrespondent in Washington und bis 2020 Politischer Korrespondent der Chefredaktion im Berliner ZEIT-Büro. 2012 wurde er für den besten transatlantischen Kommentar mit dem George F. Kennan Award ausgezeichnet, 2016 erhielt er für Ein Land in Flammen gemeinsam mit Paul Blickle, Kai Biermann u. a. den Deutschen Reporterpreis für den besten Datenjournalismus des Jahres. Von August 2020 bis Juni 2021 leitete Klingst als Elternzeitvertretung den Bereich Strategische Kommunikation und Reden im Bundespräsidialamt.

### Buchpublikationen
Sein Band „Menschenrechte“ erschien 2016 zunächst bei Reclam und 2017 auch bei der Bundeszentrale für politische Bildung. Klingst beschreibt darin sowohl die Geschichte als auch die vielfältigen Verletzungen der Menschenrechte und argumentiert, dass Menschenrechte weit mehr als eine Utopie sind.
In „Trumps Amerika – Reise in ein weißes Land“ (2018 bei Reclam) porträtiert Klingst Wähler des republikanischen US-Präsidenten Donald Trump (2017–2021). Er analysiert die konservative Wählerschaft in den ländlichen Regionen Amerikas sowie die sozialen und ideologischen Konflikte der USA. Eine NDR-Rezension vermerkt dazu: „Das Buch von Martin Klingst hilft einem tatsächlich, die amerikanische Volksseele ein wenig besser zu verstehen.“
2021 veröffentlichte er mit „Amerikas Mr. Germany“ die erste umfassende Biographie über Guido Goldman. Er beschreibt ihn als einen der wichtigsten Protagonisten der deutsch-amerikanischen Beziehungen seit 1945 und schildert die wechselhafte Geschichte der transatlantischen Partnerschaft. Die Süddeutsche Zeitung bemerkt dazu: „Martin Klingst hat eine eindrucksvolle Biografie über Guido Goldman geschrieben, der den Dialog zwischen den USA und Deutschland auf viele Arten förderte.“ Die Frankfurter Allgemeine Zeitung rezensierte, dass mit dem Buch das Lebenswerk von Guido Goldman erstmals einer breiteren Öffentlichkeit vorstellt würde. Goldman werde darin als einen der wichtigsten Protagonisten der deutsch-amerikanischen Beziehungen seit 1945 porträtiert, dem die meisten großen transatlantischen ihre Existenz zu verdanken hätten: „Für die transatlantischen Beziehungen des 21. Jahrhunderts hat er ein Fundament gelegt, dessen Wert heute neu entdeckt wird – auch durch das Buch von Martin Klingst.“
In den USA erschien das Buch 2021 bei Berghahn Books, New York, unter dem Titel: „Guido Goldman: Transatlantic Bridge Builder.“

### Ehrenamtliche Tätigkeiten
Martin Klingst ist Mitglied im Stiftungsrat der SozDia Stiftung Berlin, im Kuratorium der Schüleraustauschorganisation Youth For Understanding und in der Atlantik-Brücke e. V. Außerdem engagiert er sich bei Amnesty International.